# Onthophagus vinctus
Onthophagus vinctus là một loài bọ cánh cứng trong họ Bọ hung (Scarabaeidae).